# ماريك ستيتش

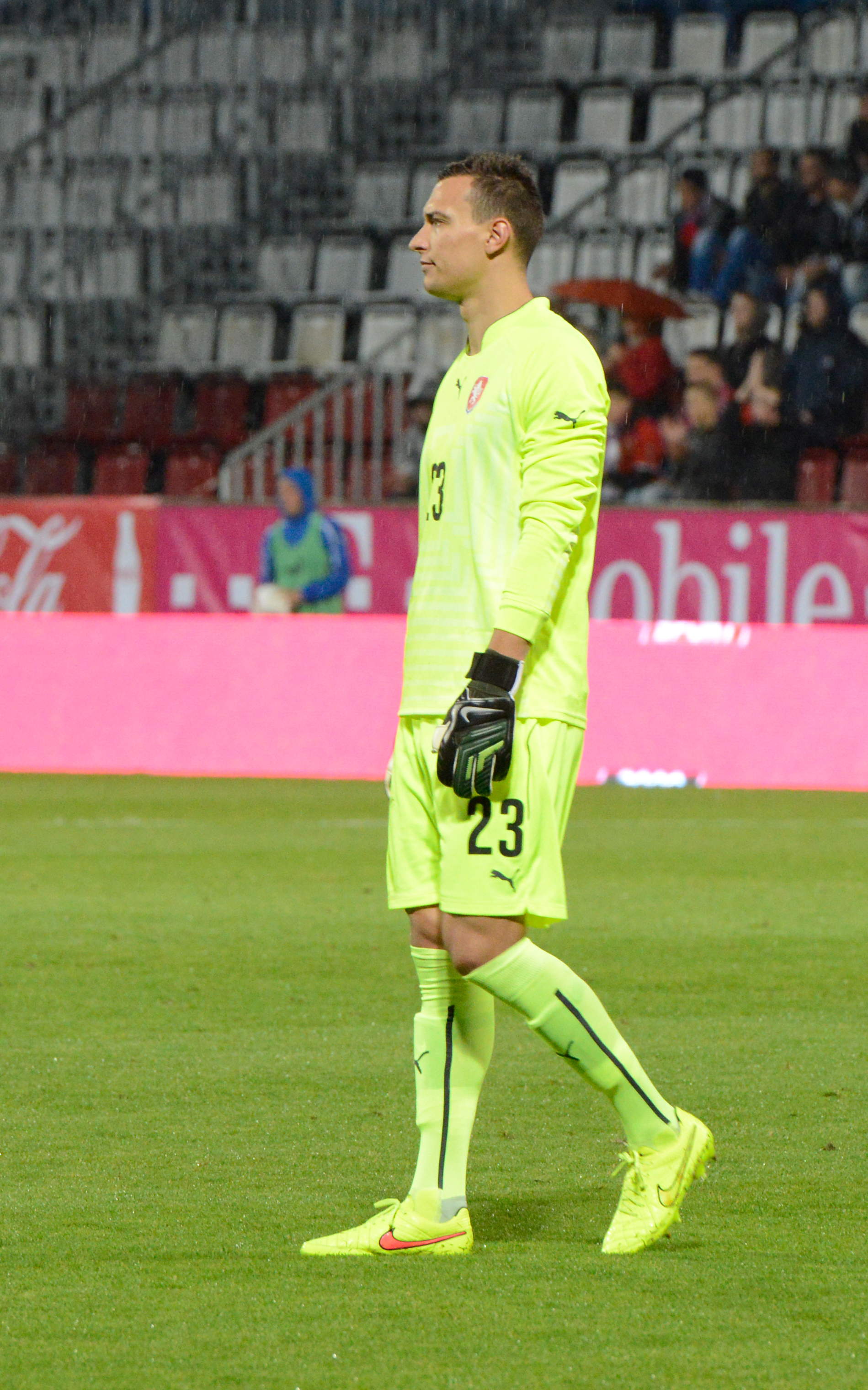
Marek Štěch 2014

ماريك ستيتش (بالتشيكية: Marek Štěch)‏، من مواليد 28 يناير 1990 في براغ في التشيك، لاعب كرة قدم تشيكي.
بدأ مسيرته الكروية مع نادي سبارتا براغ في موسم 2005/2006، ومنذ عام 2006 وهو يلعب مع نادي وست هام يونايتد الإنجليزي.

## روابط خارجية
- ماريك ستيتش على موقع الاتحاد الأوربي (الإنجليزية)
- ماريك ستيتش على موقع الاتحاد التشيكي (الإنجليزية)
- ماريك ستيتش على موقع قاعدة بيانات كرة القدم.إي يو (الإنجليزية)
- ماريك ستيتش على موقع ناشيونال فوتبول تيمز (الإنجليزية)
- ماريك ستيتش على موقع Soccerbase.com (لاعب) (الإنجليزية)
- ماريك ستيتش على موقع Soccerway.com (الإنجليزية)
- ماريك ستيتش على موقع عالم كرة القدم.نت (الإنجليزية)
- ماريك ستيتش على موقع AS.com (الإسبانية)